# Tjitjalengka
De Tjitjalengka was een gecombineerd passagiersschip/vrachtschip van Nedlloyd dat in 1937 toen de economische conjunctuur verbeterde  gebouwd werd door de Nederlandsche Dok en Scheepsbouw Maatschappij in Amsterdam in opdracht van de Koninklijke Java-China-Paketvaart Lijnen.
Door problemen met materiaalvoorzieningen werd het schip pas afgemaakt in 1938 en te water gelaten en gedoopt op 16 augustus 1938. De scheepsmotor was een twee ton 6 cilinder dieselmotor gemaakt door Stork in Hengelo (715x1200).
Na een aantal vaarten naar het voormalige Nederlands-Indië en China werd het schip in de Tweede Wereldoorlog gevorderd door Engeland en ingezet als hospitaalschip. Het schip was één van de schepen die aanwezig was op de locatie van het tekenen van de overgave door Japan en die vrijgelaten krijgsgevangenen repatrieerde naar Engeland en Nederland. In 1959 strandde het schip tijdens een typhoon in de baai van Nagoya. Hierna werd het in 1961 opgeknapt en gemoderniseerd en van airconditioning voorzien in Hongkong. Haar laatste jaren voer ze voor de ASAS lijn, die vracht vervoerde tussen Azië en Zuid-Amerika. In 1968 werd het schip gesloopt te Hongkong.